# Reticunassa silvardi
Reticunassa silvardi is een slakkensoort uit de familie van de Nassariidae. De wetenschappelijke naam van de soort is voor het eerst geldig geplubiceerd in 2006 door Kool & Dekker.